# Фолькард
Фолька́рд (фр. Folcarde, окс. Fòlcarda) — коммуна во Франции, находится в регионе Юг — Пиренеи. Департамент — Верхняя Гаронна. Входит в состав кантона Вильфранш-де-Лораге. Округ коммуны — Тулуза.
Код INSEE коммуны — 31185.

## География

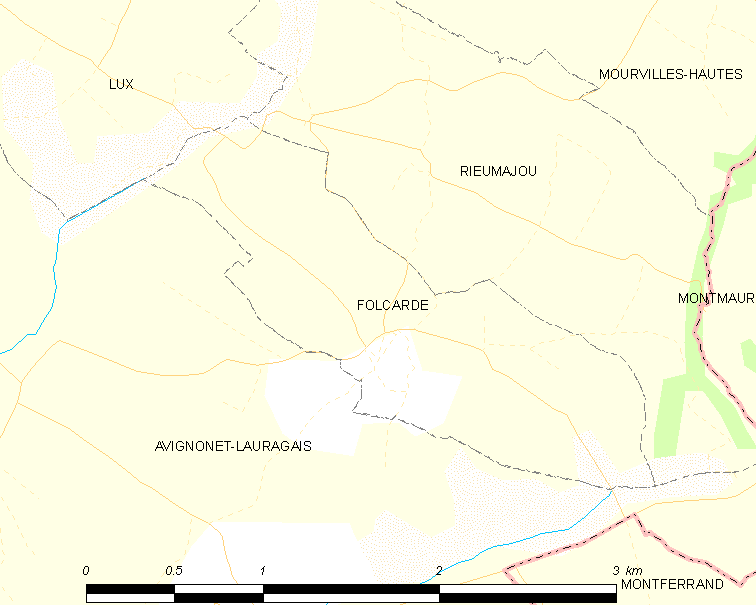
Карта коммуны

Коммуна расположена приблизительно в 610 км к югу от Парижа, в 36 км к юго-востоку от Тулузы.

## Климат
Климат умеренно-океанический. Зима мягкая и снежная, весна характеризуется сильными дождями и грозами, лето сухое и жаркое, осень солнечная. Преобладают сильные юго-восточные и северо-западные ветры.

## Население
Население коммуны на 2010 год составляло 126 человек.
| 1962 | 1968 | 1975 | 1982 | 1990 | 1999 | 2010 |
| ---- | ---- | ---- | ---- | ---- | ---- | ---- |
| 74   | 76   | 93   | 88   | 94   | 86   | 126  |

## Администрация
| Период | Период | Фамилия      | Партия | Примечания |
| ------ | ------ | ------------ | ------ | ---------- |
| 1989   | 2014   | Венеран Форе |        |            |
| 2014   | 2020   | Эвелин Дабан |        |            |

## Экономика
В 2010 году среди 76 человек трудоспособного возраста (15—64 лет) 63 были экономически активными, 13 — неактивными (показатель активности — 82,9 %, в 1999 году было 62,5 %). Из 63 активных жителей работали 61 человек (29 мужчин и 32 женщины), безработных было 2 (1 мужчина и 1 женщина). Среди 13 неактивных 6 человек были учениками или студентами, 7 — пенсионерами, 0 были неактивными по другим причинам.

## Достопримечательности
- Церковь Нотр-Дам